# Buk (redskab)
 For alternative betydninger, se Buk. (Se også artikler, som begynder med Buk)
Ordet Buk, bruges i faglig betydning om "redskaber ell. indretninger, der har (eller oprindelig har haft) en vis lighed med en gedebuk.
I de fleste tilfælde er det faste bukke på tre eller fire ben, med en passende kraftig overligger og af forskellig størrelse og form; til svært brug dog fremstillet i fuldtømmer, tappet sammen, og forsynet med et tværgående fodstykke.
Nu til dags bruges blandt tømrere og bygningssnedkere de særlige foldebukke, der kan klappes sammen og lægges væk på en hylde eller i en vogn. I familie hermed er den særlige A-buk® der i grunden blot er navngivet efter det beslag, der er dens hovedbestanddel, og som fremstilles af firmaet STANLEY. Det er muligt at købe beslagene og selv udstyre den med overligger og ben i træ.

## Snedkere
Snedkere har særlige limbukke, der vist oftest anvendes i forbindelse med limstaver, og ved udskæring af planker er der blevet anvendt en savskærerbuk. Især på maskinsnedkerværksteder står der valsevogn eller rullebuk, hvor lange emner kan glide frit.
Endelig består en høvlebænks stel af et par bukke, den forreste trebenet, den bageste tobenet.
Bænkedrengen er et enkelt sted blevet kaldt fugebuk, og skærebænken for spændebuk. Den hører til blandt snedkere, tømrere og andre træsmede der bruger høvlebænk. 
En særlig raffinereret udformning af bukken er en ørtebænk.

## Bådebyggere
Blandt bådebyggere er det almindeligt med kraftige arbejdsbukke, bestående af en mindst 6" overligger og solide ben – alt i eg. I overliggeren en ca 3" udskæring, hvori kan indkiles fx bordplanker (se under kileklods). Sådanne bukke bruges både som stilladsbukke, og til at aflægge emner og materialer på. Overliggeren kan i fald forsynes med en konkavt udskåren klods, hvori en mast kan hvile.
Højden varierer omkring en alen. Er benene for høje skæres lidt af, er de for lave forsynes de med en klods, som det så ofte er tilfældet med værktøj i træ, kan det tilpasses efter det aktuelle behov.

## Tømrere
Til firkanthugning bruger tømrere slingebuk, en kraftig buk hvorpå bjælkerne kan gøres fast med hager mens han svinger øksen, der kan være enslingeøkse eller en bredbil. Slingebukken er vist ikke andet end en kraftig tømmerbuk, bestående af en svær bjælke der er tappet til to lodrette stolper der hver for sig er tappet til et vandret tværstillet fodstykke.

## Møbelpolstrere og Sadelmagere
Møbelpolstrere (sadelmager, tapetserer) bruger særlige polstrerbukke i deres arbejde. Overliggeren har form som en smal bordplade kantet af en høj liste, der forhindrer dels møblet, dels nåle, tråd, knapper og andet småt i at falde ud over kanten ned på gulvet. Bukkene var førhen "faste", dvs. at højden var 30 – 40 cm, og at man derudover havde høje bukke, på 80–90 cm, hvorpå der bl.a. kunne lægges en plade til at klippe og sy ved, men at bukkene i dag består af jernrør, der han reguleres i højden efter et teleskop-system. Bukkene fastholdes i højden med splitter igennem huller i rørene.

## Karetmagere, Hjulmænd og Træskomagere
Karetmagere har særlige bukke i brug på værkstedet; de er behandlet under opslagene fælgbuk, hjulbuk samt skærebænk.

## Skovarbejdere, Træfældning
I skoven, hos skovarbejdere bruges en særlig filebuk, ved filing af de lange save, og sammesteds er en gaffelbuk i anvendelse.

## Murere
Murere har ofte med sig en lav, kraftig kravlebuk, der på fynsk kaldes pudsebuk, men den er så tung at slæbe med at træsmede ikke tænker på at kopiere den, men nøjes med at låne hvis der er en murer i nærheden, og denne ellers ser sig i stand til at afse den.
Murerens Stilladsbuk kaldes også murbuk

## Særlige bukke
Desuden spejlbuk, der er et et svært stativ, vel nærmest en kran, der bruges til ophejsning af "spejlet", den flade agterende, på et træskib, formentlig fortrinsvis de såkaldte marstallere). 
Jf. Goriværks plakat Sagt på godt Træsprog, er notbukken en svær tømmerbuk, afstivet med planker i længderetningen, og i den ene ende forsynet med en opadvendende spids; men hvad til og hvordan den anvendes vides ikke.
Se desuden spejlbuk (et svært stativ, vel nærmest en kran, der bruges til ophejsning af "spejlet", den flade agterende, på et træskib, formentlig fortrinsvis de såkaldte marstallere). 
En Vindebuk er et gangspil, et hejseværk, der bruges til ophejsning af tunge genstande, fx på et stillads. 
Savbukken består almindeligvis af to (eller tre) X-er, holdt sammen af en jernbolt og et par diagonalt anbragte træstykker. 
I øvrigt findes synonymerne savlad, savelad eller savstol, samt det forældede savkrykke, og (næppe brugt) savstilling. Man kan ikke sige at savbukken er et træsmedeværktøj, og den vil næppe være at finde på værksteder, snarere i hugge- og brændehuse, evt. blandt skovarbejdere.
Endelig består høvlebænkens stel af et par bukke, den forreste trebenet, den bageste tobenet.

## Ekstern Henvisning
- http://www.baskholm.dk/haandbog/haandbog.html Arkiveret 16. september 2008 hos  Wayback Machine